# Simone Barillier
Pour les articles homonymes, voir Barillier.
Simone Germaine Barillier, née le 1er avril 1917 à Clichy et morte le 14 septembre 2013 à Eaubonne, est une actrice française.

## Biographie
Fille d'un père chef de garage à la ville de Paris et d'une mère couturière, elle est élue Miss Paris en 1933, puis devient la 10e Miss France en 1934.

### Miss France
Elle est élue Miss France à Paris, le 30 juin 1934, parmi 32 candidates. Le jury, réuni dans les salons du Bridge-Club, avenue des Champs-Élysées, est présidé par le peintre Paul Chabas.

## Filmographie
- 1936 : Samson, de Maurice Tourneur (avec Jeanne Juilla, Miss France 1931)[2]
- 1936 : Quand minuit sonnera, de Léo Joannon : Régine
- 1941 : Trois Argentins à Montmartre, d'André Hugon
- 1942 : Chambre 13, d'André Hugon : la jeune première
- 1946 : Les J3, de Roger Richebé : Mlle Bravard
- 1947 : Les Maris de Léontine, de René Le Hénaff
- 1948 : Aux yeux du souvenir, de Jean Delannoy
- 1949 : Le Secret de Mayerling, de Jean Delannoy
- 1959 : En votre âme et conscience, épisode : Le Secret de Charles Rousseau de Jean Prat
- 1960 : De fil en aiguille, téléfilm de Lazare Iglesis : la femme de chambre
- 1964 : Requiem pour un caïd, de Maurice Cloche
- 1971 : L'Amour au féminin, de Jean-Gabriel Albicocco

## Théâtre
- 1938 : Vive la France, revue de René Dorin au Théâtre des Nouveautés : la commère
- 1943 : Les J3, de Roger-Ferdinand, mise en scène de Jacques Baumer au Théâtre des Bouffes-Parisiens : Mlle Bravard
- 1946 : Georges et Margaret, de Marc-Gilbert Sauvajon, mise en scène de Jean Wall au Théâtre des Nouveautés : Gladys